# 2022년 러시아 동원령

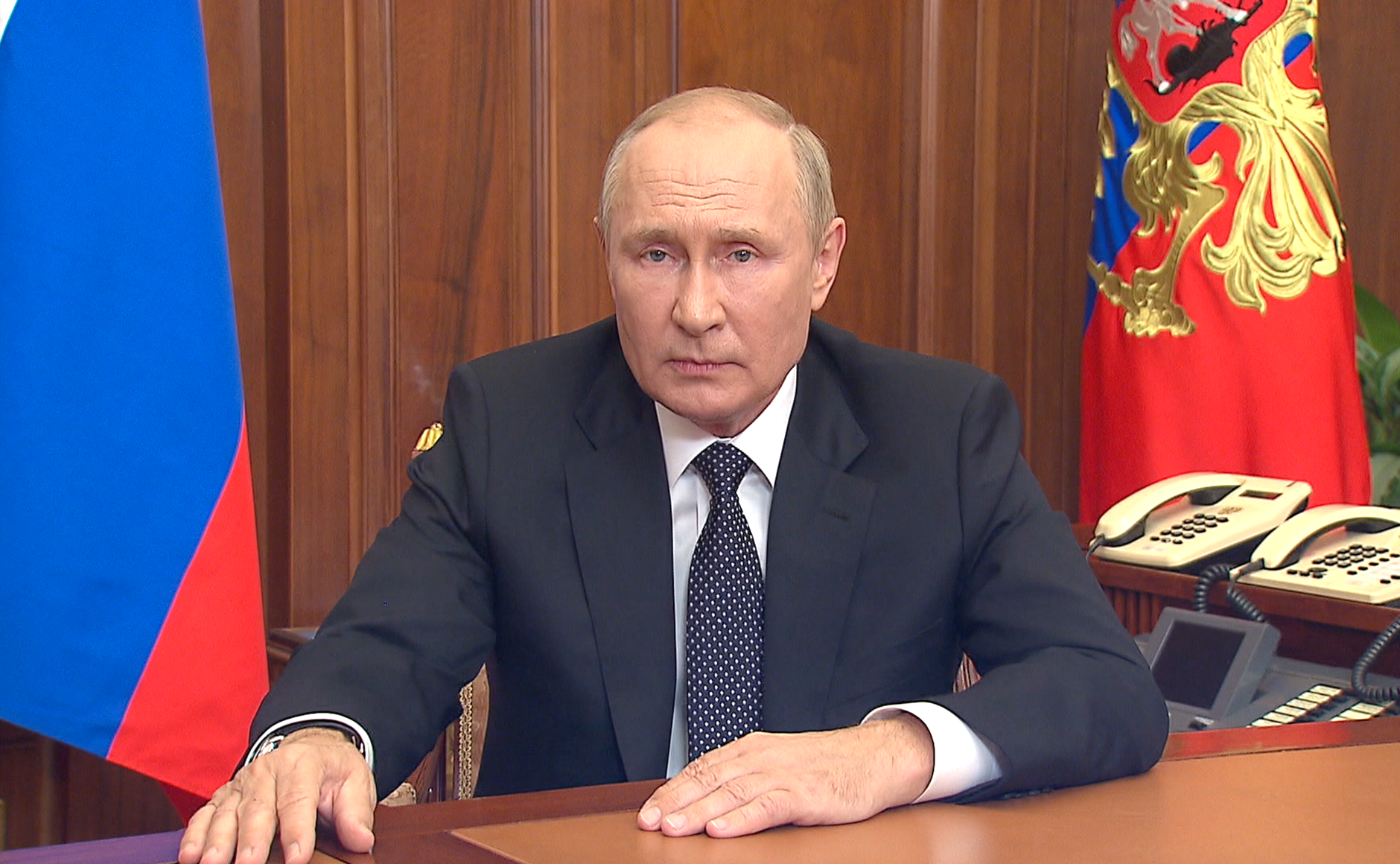
블라디미르 푸틴은 9월 21일 아침 연설에서 부분적인 동원을 발표했다.

러시아의 우크라이나 침공이 진행 중이던 2022년 9월, 하르키우 부근에서 러시아군이 패배한 직후 러시아의 대통령 블라디미르 푸틴은 러시아에서의 동원령 개시를 선언하고 해당 법령 제647호에 서명했다.
9월 21일 아침, 러시아 연방 국민들을 대상으로 한 TV 연설에서 푸틴은 러시아에 부분 동원령을 선언하고 그에 상응하는 법령에 서명했다. 푸틴 대통령은 "동원 조치가 오늘부터 시작될 것"이라고 말했다.
세르게이 쇼이구 러시아 국방장관은 러시아가 "대규모 동원 예비군"을 보유하고 있으며 예비군 30만 명을 동원할 계획이라고 발표했다. 동원은 9월 21일에 시작됐다..
동원령의 발표와 함께, 푸틴은 우크라이나와의 전쟁에서 러시아의 군사적 활동을 증가시켰다. 최근 하르키우에서의 패배에도 불구하고, 푸틴은 연설에서 우크라이나에 대한 러시아의 목표는 변하지 않았다고 주장했다. 푸틴의 연설은 러시아와 국제 관계 모두에서 푸틴의 지도력을 약화시킨, 점점 더 혼란스러워지는 전쟁에 대한 주도권을 되찾기 위한 시도였다.

## 같이 보기
- 특별 군사 작전의 실행에 대하여